# 西布蘭奇鎮區 (愛荷華州蘇縣)
西布蘭奇鎮區（英語：West Branch Township）是位於美國愛荷華州蘇縣的一個行政鎮區。

## 地方資料
根據2010年美國人口普查的數據，西布蘭奇鎮區的面積為93.00平方千米，當中陸地面積為92.80平方千米，而水域面積為0.20平方千米。當地共有人口6551人，而人口密度為每平方千米70.44人。